# Milheirós de Poiares
Milheirós de Poiares ist eine Gemeinde (Freguesia) im portugiesischen Kreis Santa Maria da Feira. In ihr leben 3594 Einwohner (Stand 19. April 2021).

## Sehenswürdigkeiten
Zu den Baudenkmälern der Gemeinde zählt neben der Kirche Igreja de São Miguel vor allem das Herrenhaus Quinta do Seixal.

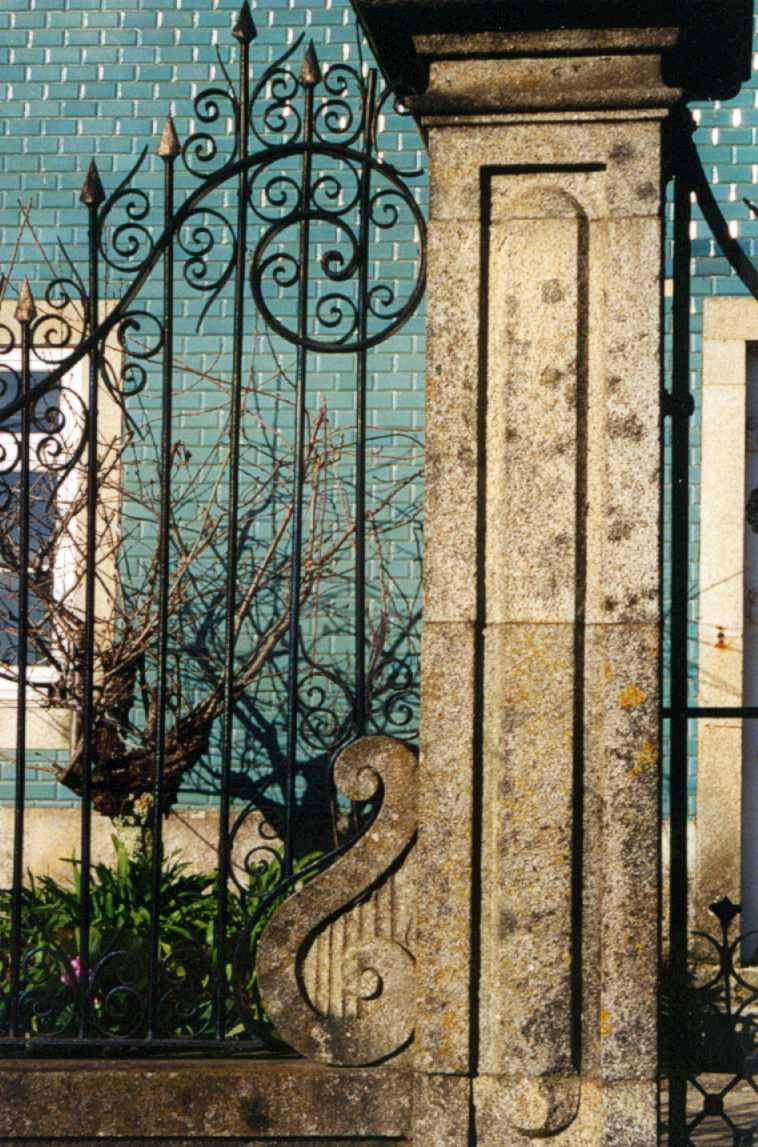
Am Herrenhaus Quinta do Seixal
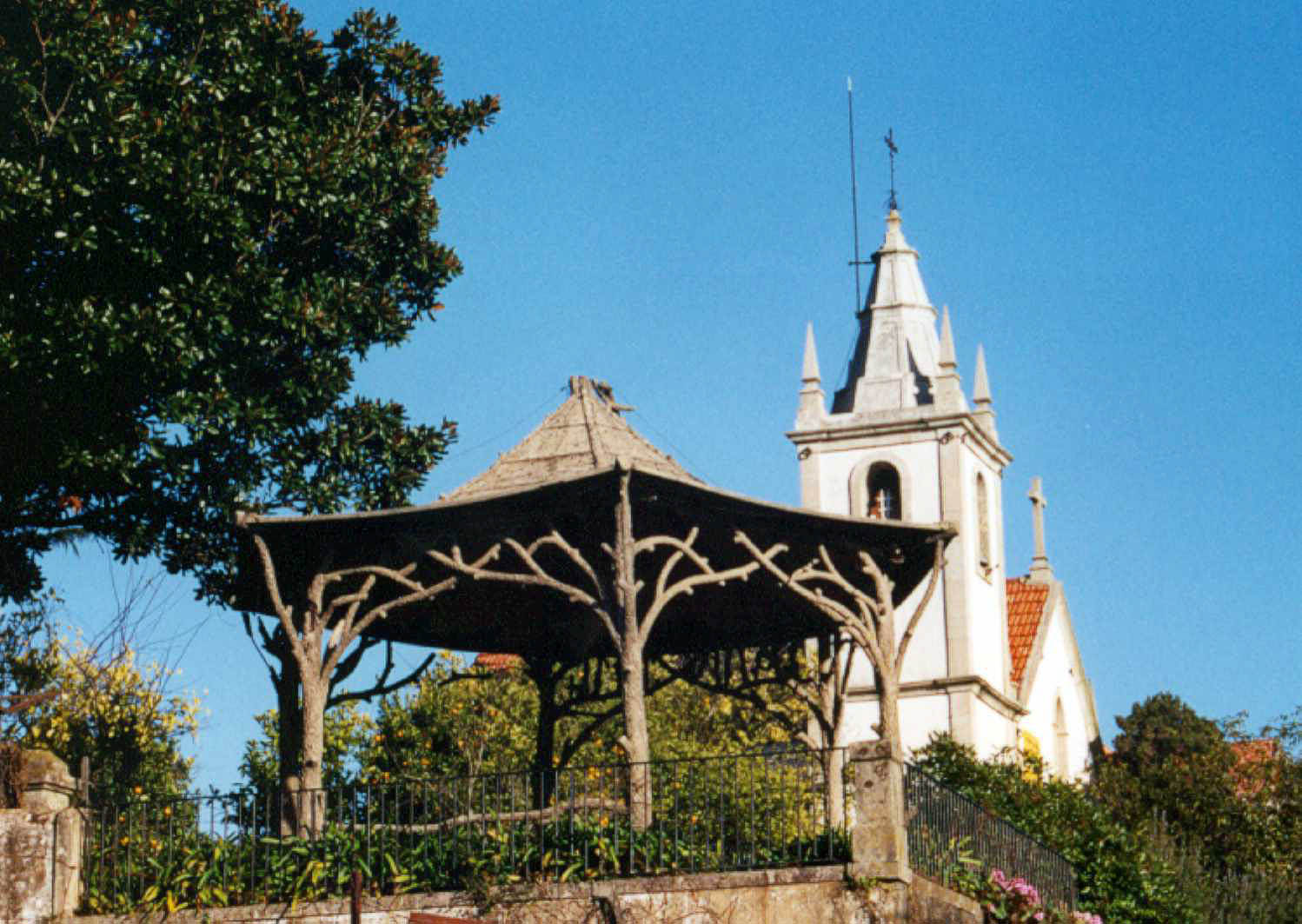
An der Quinta do Seixal, in Milheirós de Poiares
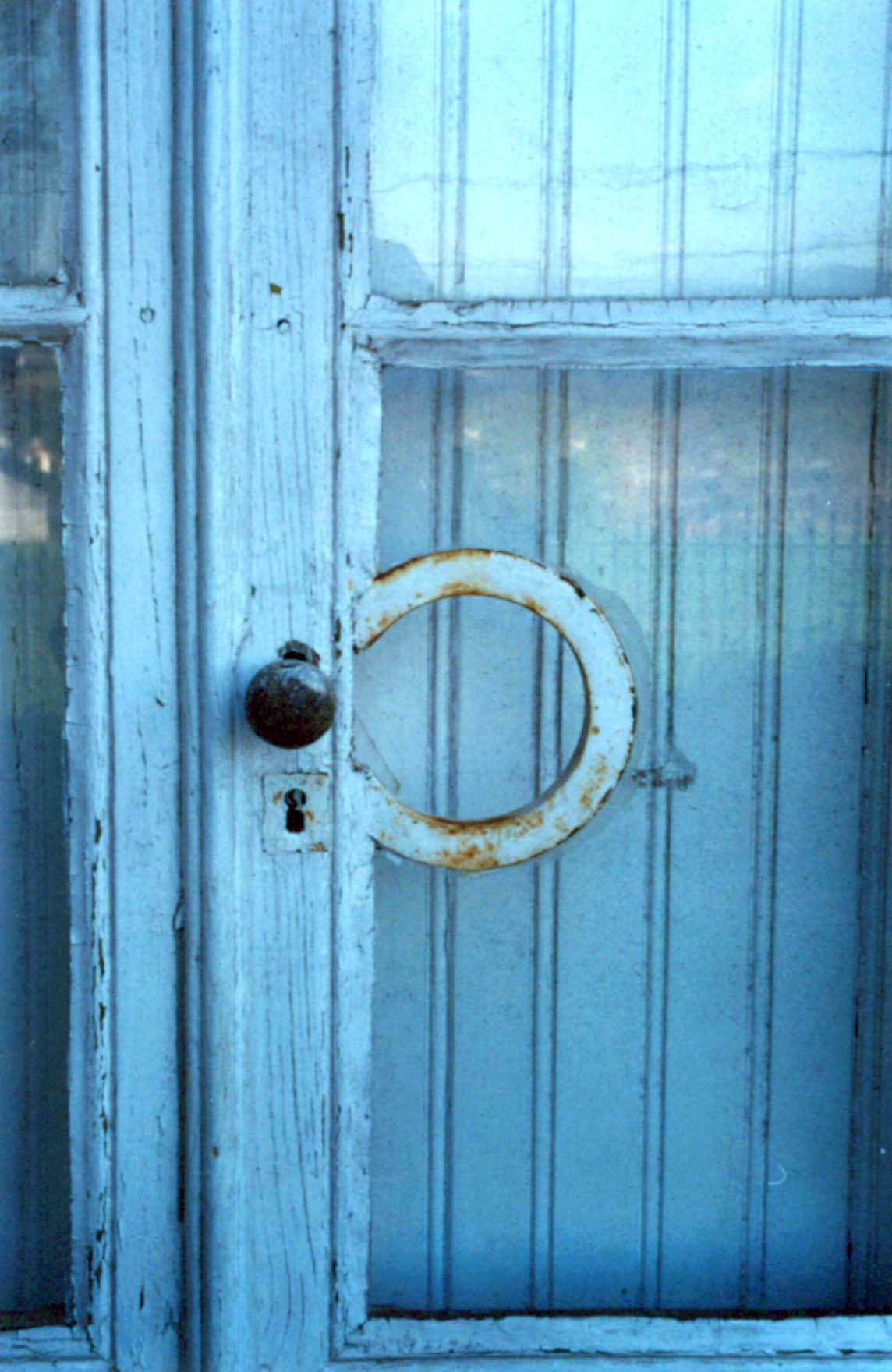
Detail am Herrenhaus Quinta do Seixal

## Söhne und Töchter der Gemeinde
- Carlos Alberto de Pinho Moreira Azevedo (* 1953), Weihbischof in Lissabon